# 難波田氏
難波田氏（なんばたし）は、武蔵七党村山党から派生した富士見市南畑の氏族。金子六郎家範の長子高範が難波田小太郎と名乗って始祖となった。
難波田九郎三郎が足利直義に従って高麗彦四郎経澄と羽根倉で戦ったが、敗死した。
難波田弾正憲重は上杉朝定に仕えたが、後北条氏との河越夜戦で討死した。